# Elfriede Rotermund
Elfriede Luisa Karolina Rotermund (* 2. März 1884 in Schlangen am Teutoburger Wald; † 3. Januar 1966 in Flensburg; geboren als Elfriede Schönhagen) war eine deutsche Schriftstellerin.

## Leben
Elfriede Rotermund arbeitete als Lehrerin und machte sich zunächst durch volkskundliche und musikwissenschaftliche Studien einen Namen. 1911 übersiedelte sie mit ihrem Mann,  dem Pastor Robert Friedrich Karl Rotermund, auf die Hallig Oland. Während der siebzehn Jahre, die sie dort verbrachte, entstanden zahlreiche Novellen, in denen sie das „mutige und entsagungsvolle Leben der Halligbewohner, ihre zähe Heimatliebe, ihre tiefe Frömmigkeit, aber auch ihre Eigenbrötelei“ (Ulrich Schulte-Wülwer) beschrieb. 1938 wurde sie aus der Reichsschrifttumskammer ausgeschlossen. Eine enge Freundschaft verband das Ehepaar mit dem 1914 gestorbenen Hermann Löns und seiner zweiten Frau Lisa sowie dem Maler Ingwer Paulsen.

## Werke (Auswahl)
- Einsame Ufer. Hallignovellen (mit Illustrationen von Ingwer Paulsen), Ernte Verlag, Hamburg 1925, neu aufgelegt, Husum Druck- und Verlagsgesellschaft, Husum 2002, ISBN 978-3-89876-014-0.
- Die große Stille. Halligskizzen, Ernte Verlag, Hamburg 1926.
- Godber Godbersen. Ein Halligroman (mit Illustrationen von Ingwer Paulsen), Ernte Verlag, Hamburg 1928, neu aufgelegt, Husum Druck- und Verlagsgesellschaft, Husum 2008, ISBN 978-3-89876-382-0.
- Wunder der Weihnacht. Weihnachtserzählungen (1928), neu herausgegeben von Arno Bammé, Husum Druck- und Verlagsgesellschaft, Husum 2009, ISBN 978-3-89876-458-2.
- Wenn die Stürme schweigen. Inselnovellen (Textillustrationen von Ingwer Paulsen, Einbandzeichnung von Willy Planck), Ernte Verlag, Potsdam 1929; neu aufgelegt, Husum Druck- und Verlagsgesellschaft, Husum 2004, ISBN 978-3-89876-140-6.